# Stade Lito Pérez
Le stade Lito Pérez (de son vrai nom Estadio Municipal de Puntarenas Miguel Ángel "Lito" Pérez Treacy et surnommé Olla Mágica) est un stade de football situé à Puntarenas au Costa Rica,.
Son club résident est le Puntarenas FC.